# Visegrád

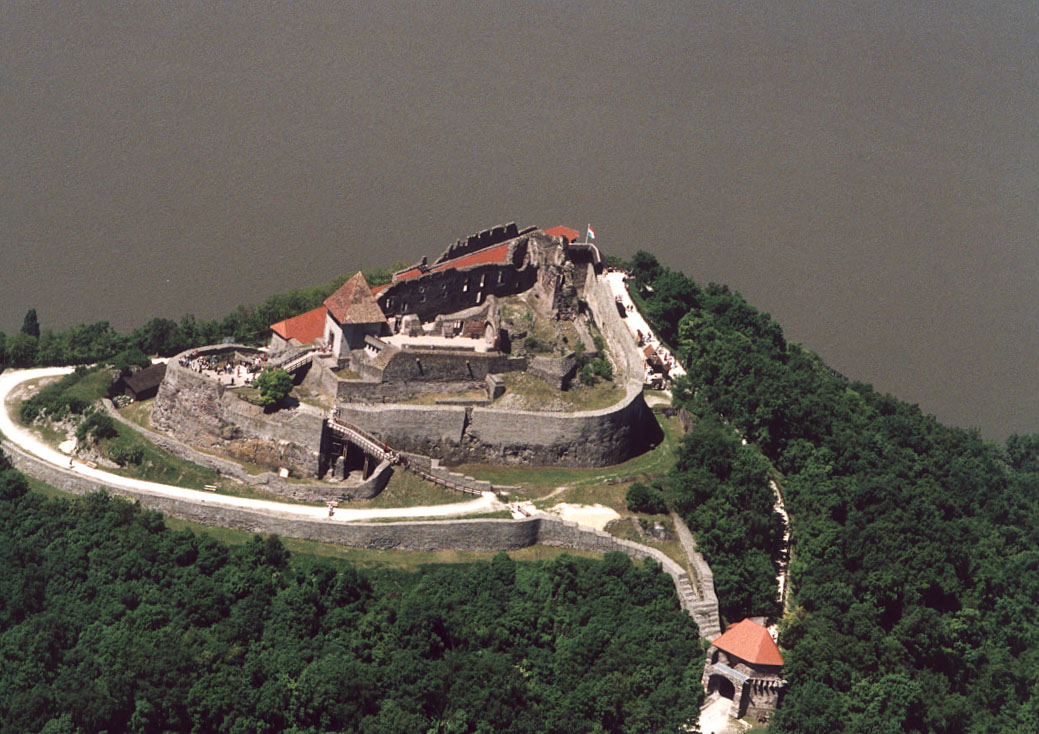
Burg Visegrád

Visegrád [ˈviʃɛgraːd] (deutsch Plintenburg) ist eine Stadt (Stadtrecht seit 2000) im Kreis Szentendre im ungarischen Komitat Pest, etwa 40 Kilometer nördlich von Budapest an der Donau gelegen. Bekannt ist sie durch eine auf einem 247 m hohen Bergkegel am Donauknie gelegene, um 1247 entstandene Burg, die sogenannte „Zitadelle“ mit dem Salomonturm und dem ab 1323 entstandenen Königspalast. Der slawische Ortsname više grad („hohe Burg“) stammt aus dem 9. Jahrhundert und bezog sich auf das spätrömische Kastell auf dem Sibrik-Hügel. Der deutsche Name Plintenburg oder Blendenburg soll von der schönen Aussicht kommen, die man von der Burg aus hat und von der man „geblendet“ wird.
Die Stadt ist Namensgeber der Visegrád-Gruppe, eines Bündnisses der Staaten Slowakei, Polen, Tschechien und Ungarn (auch als V4 bezeichnet).

## Geschichte

### Römische Gründung und folgende wechselnde Herrscher
Schon die Römer erkannten die strategische Lage des in der Antike Pons Navatus genannten Ortes und errichteten an dieser Stelle das Kastell Visegrád-Sibrik zur Überwachung der Donaugrenze ihrer Provinz Pannonien. Während der Völkerwanderung hinterließen Germanen, Slawen und Hunnen ihre Spuren. Bis in das 9. Jahrhundert war Visegrád Teil des Awarenreiches. Das Wissen um den altbesiedelten Platz des Kastells, der die Keimzelle des für die ungarischen Geschichte so wichtigen Ortes Visegrád bildete, bewahrte sich lange Zeit neben der weiter verwendeten römischen Wehrmauer auch in einem mächtigen Burgus aus der Regierungszeit des Kaisers Valentinian (364–375), der im Mittelalter repariert worden ist. Zu Beginn des 10. Jahrhunderts nahmen ungarische Stämme das Land in Besitz. Im Jahr 1009 wurde Visegrád erstmals als Komitatssitz unter seinem heutigen Namen erwähnt, das damit als offizielles Gründungsdatum gilt. Die noch vorhandenen römischen Befestigungen wurden ausgebaut und verstärkt. Nach dem Ende des Mongoleneinfalls (1241) ließ Béla IV. die Burg Visegrád als Teil der Grenzsicherungen entlang der Donau umfangreich erweitern.
Im Jahr 1325 verlegte Karl I. seine Residenz von Temesvár nach Visegrád. Auch als 1408 Buda zur ungarischen Hauptstadt wurde, behielt Visegrád seine Bedeutung und wurde weiter ausgebaut. Ihre Blütezeit erlebte die Stadt unter der Herrschaft von Matthias Corvinus und seiner Frau Beatrix von Aragón. Ab 1476 wurde die Burg im spätgotischen Stil erneuert und von italienischen Künstlern um einen prunkvollen Renaissancepalast erweitert. In Visegrád wurde längere Zeit (1310–1440 und 1464–1526) die Stephanskrone aufbewahrt.

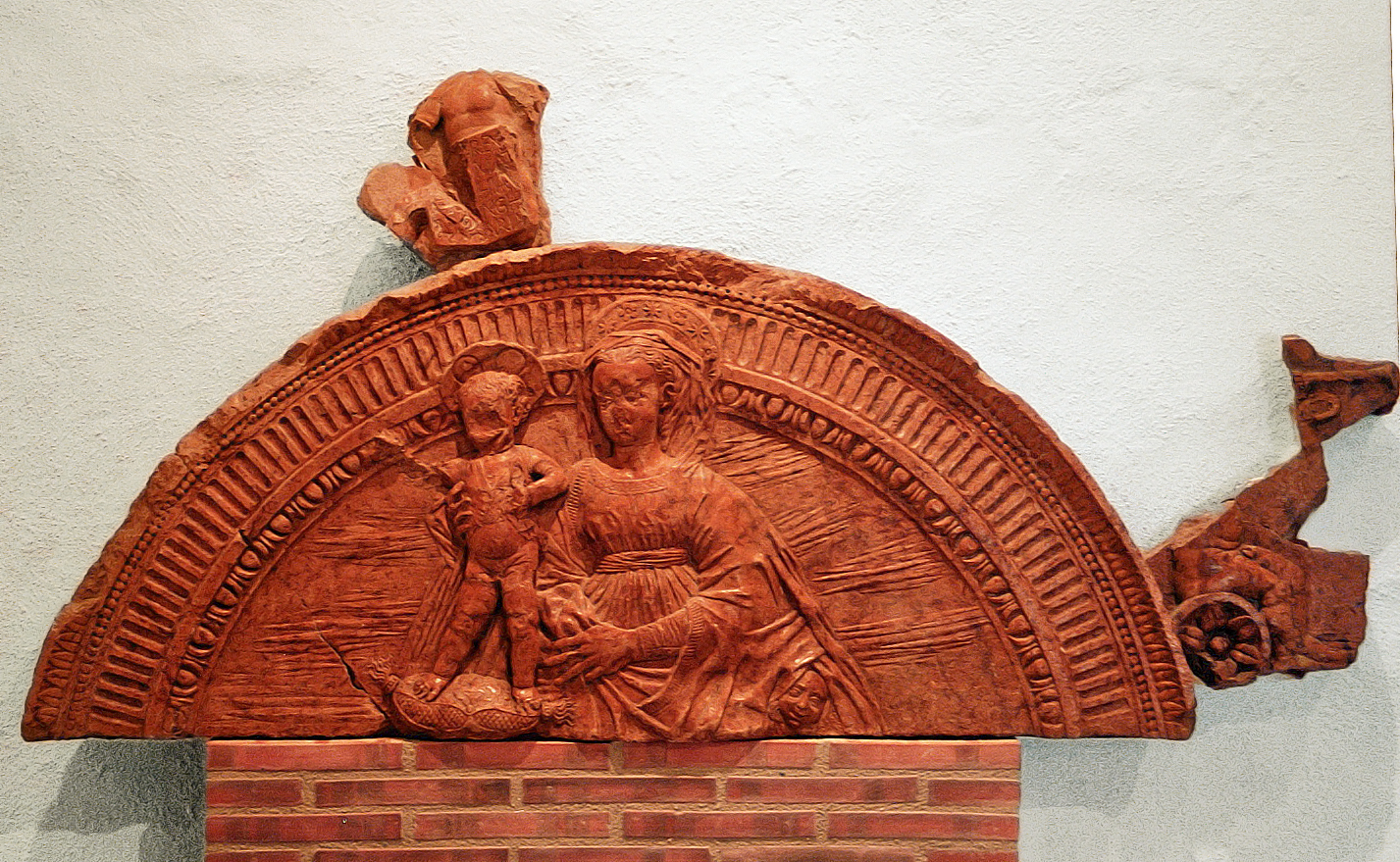
Visegráder Madonna aus der während der Türkenkriege zerstörten Schlosskirche

Türkische Truppen eroberten 1529 die Burg und zerstörten sie um 1685 auf ihrem Rückzug fast völlig. Unter der habsburgischen Herrschaft siedelten sich im 18. Jahrhundert deutsche Familien an und brachten Visegrád einen wirtschaftlichen Aufschwung. Mit dem erwachenden Nationalbewusstsein der Ungarn im 19. Jahrhundert wurde Visegrád als Symbol der bedeutenden Geschichte des Landes wiederentdeckt. Ein weiterer wirtschaftlicher Aufschwung der Siedlung begann mit der Donau-Dampfschifffahrt, als das Donauknie und das Gebirge Pilis-Visegrád zum beliebten Ausflugsort wurde.

### Die Stadt ab dem 20. Jahrhundert
Die Bevölkerungszahlen von Visegrád haben sich seit 1910 (1506 Einwohner) nicht wesentlich verändert: 1990: 1781 Einw.; 2001: 1657 Einw.
Erst im Jahr 2000 erhielt Visegrád wieder die Stadtrechte.

### Visegrád-Gruppe
Schon im Jahr 1335 war die Burg von Visegrád Sinnbild der regionalen Kooperation. Als Sitz des ungarischen Königs war der Ort damals Schauplatz eines Gipfeltreffens der drei Könige Kasimir III. von Polen, Johann von Böhmen und Karl I. von Ungarn. Diese vereinbarten eine enge Zusammenarbeit in den Bereichen Politik und Handel und inspirierten damit ihre Nachfolger in den 1990er Jahren, die Region gemeinsam in die EU zu führen. In der Erklärung von Visegrád vom Februar 1991 verpflichteten sich die Staatschefs Ungarns, Polens und der Tschechoslowakei, sich dem politisch-wirtschaftlichen System Europas anzuschließen sowie ihre Zusammenarbeit auf den Gebieten Regionales, Wirtschaft und Kultur zu intensivieren. Sie bildeten damit eine Art ostmitteleuropäisches Pendant zu Benelux.
Nach der Auflösung der Tschechoslowakei im Jahr 1993 bildeten dann deren Nachfolgestaaten Tschechien und Slowakei gemeinsam mit Ungarn und Polen die „Visegrád-Gruppe“ (V4). Das gemeinsam erreichte Ziel der V4-Staaten war die Mitgliedschaft in der EU und der NATO.

## Einzelne Stadtteile

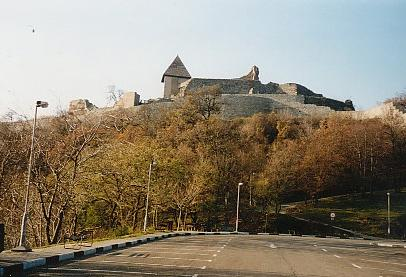
Burgansicht

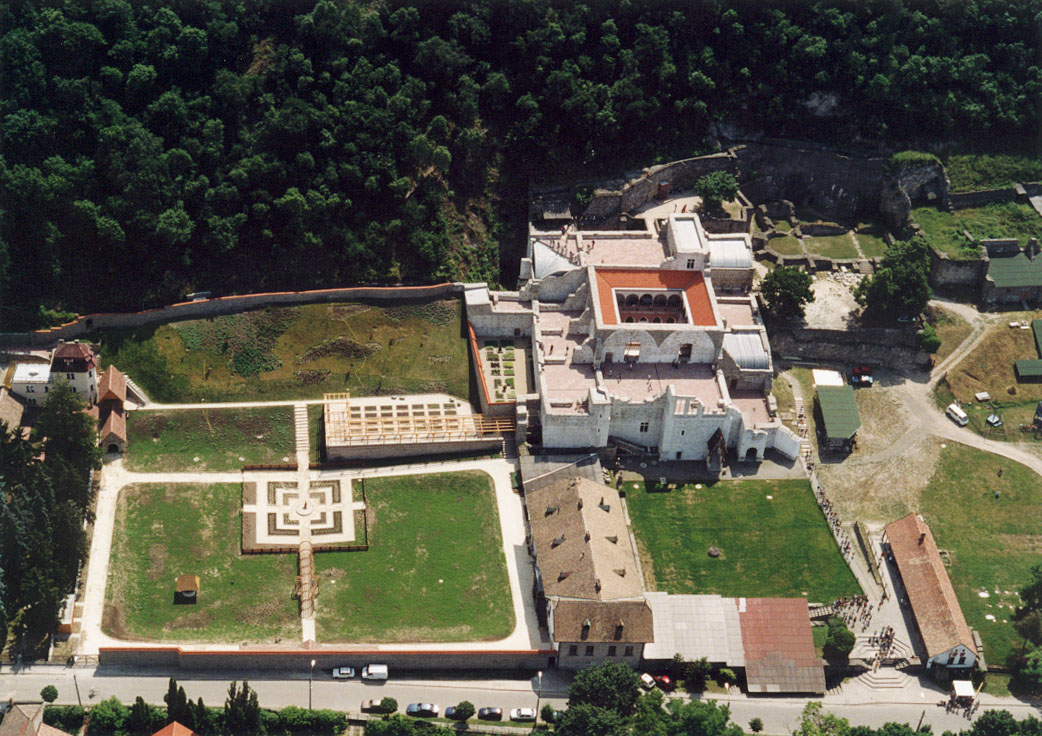
Luftansicht des Königspalastes

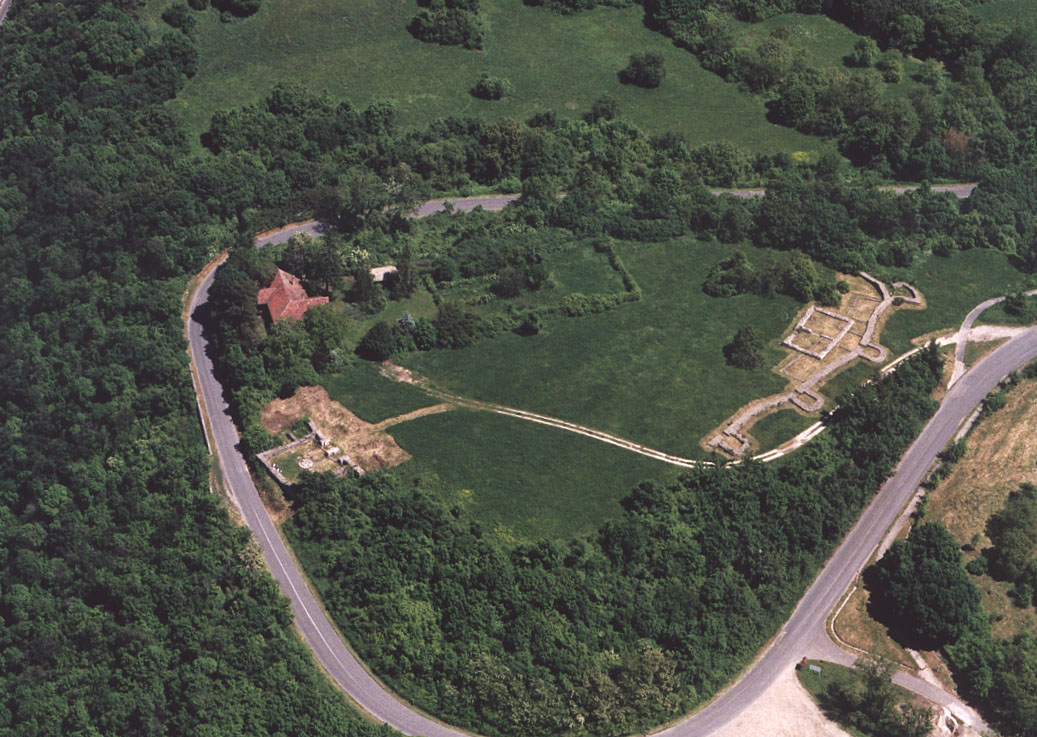
Sibrik-Hügel mit Ausgrabungen

### Obere Burg
Im 13. Jahrhundert ließen König Béla IV. von Ungarn und seine Frau auf den zerstörten Bauwerken ein neues Befestigungssystem errichten. Der wichtigste Teil war die Obere Burg auf dem Hügel. Die Burgmauern markierten einen dreieckigen Grundriss auf fünf Terrassen und hatten drei Ecktürme. Das Schloss im Inneren wurde im 14. Jahrhundert, zur Zeit der Anjou-Könige von Ungarn, deren Residenz. Es bekam eine neue Fassade und weitere Palastgebäude. Jeder der folgenden ungarischen Herrscher hinterließ seine Spuren auf dem Burgberg: um 1400 kam eine dritte Ringmauer hinzu, die Palastgebäude wurden vergrößert, am Ende des 15. Jahrhunderts ließ König Matthias Corvinus den inneren Teil des Schlosses komplett renovieren. Die Königsinsignien wurden in dieser Zeit in der oberen Burg aufbewahrt. Fast alle Gebäude der Oberen Burg sind Ende des 20. Jahrhunderts schrittweise renoviert worden und können öffentlich besichtigt werden.

### Unteres Schloss
Das Untere Schloss verbindet die Oberburg mit der Donau. Dominant ist hier der Salomon-Turm, ein 31 m hoher sechseckiger Wohnturm aus dem 13. Jahrhundert. Im Türkensturm brach der südliche Teil des Turms zusammen. Erst ab den 1870er Jahren begann ein Wiederaufbau. Dieser konnte wegen der beiden folgenden Weltkriege erst in den 1960er Jahren beendet werden. Der Turm dient inzwischen als Museum, in dem die Geschichte von Visegrád präsentiert wird.

### Königspalast
Das erste königliche Haus entstand unter König Karl I. von Ungarn nach 1325. In der zweiten Hälfte des 14. Jahrhunderts ließ König Ludwig I. von Ungarn das Gebäude erstmals erweitern. Nach fast vollständigem Abriss im letzten Drittel des 14. Jahrhunderts ließen weitere Herrscher eine neue prächtigere Schlossanlage aufbauen. Einige Teile davon sind bis heute als Ruinen erhalten. Die Anlage hatte einen quadratischen Grundriss von 123 × 123 m². Der Palast diente als offizielle Residenz der Könige von Ungarn bis zum Beginn des 15. Jahrhunderts. Zwischen 1477 und 1484 wurde die königliche Schlossanlage im spätgotischen Stil wieder aufgebaut. Die Fassaden und kleinere Bauten wurden im italienischen Renaissance-Stil ausgeführt. Die Eroberung durch die Türken führte in der Folge zur vollständigen Zerstörung der Palastanlage. Im 18. Jahrhundert wurden die Ruinen komplett von Erde bedeckt. Im Jahr 1934 begannen archäologische Grabungen, die bis in das 21. Jahrhundert andauern. Bereits freigelegte und rekonstruierte Anlagenteile wie die Residenz können besichtigt werden. Auch wird hier die Geschichte des Schlosses und seiner Rekonstruktion dargestellt.

### Sibrik-Hügel
Auf diesem Hügel befand sich ein spätrömisches Kastell. Dieses war Teil der Befestigungsanlagen entlang des Limes. Als die Römer abzogen, verfiel ihr Lager. Die antiken Mauern der Befestigungsanlage sowie ein großer Burgus bestanden noch bis in das Mittelalter. Erst im 11. Jahrhundert wurden die alten Festungsmauern renoviert und neue Einbauten errichtet. Möglicherweise wurde das alte Kastell zum unfreiwilligen Aufenthaltsort des ungarischen Königs Salamon (1053–1087).

## Bauwerke und Sehenswürdigkeiten der Stadt (Auswahl)

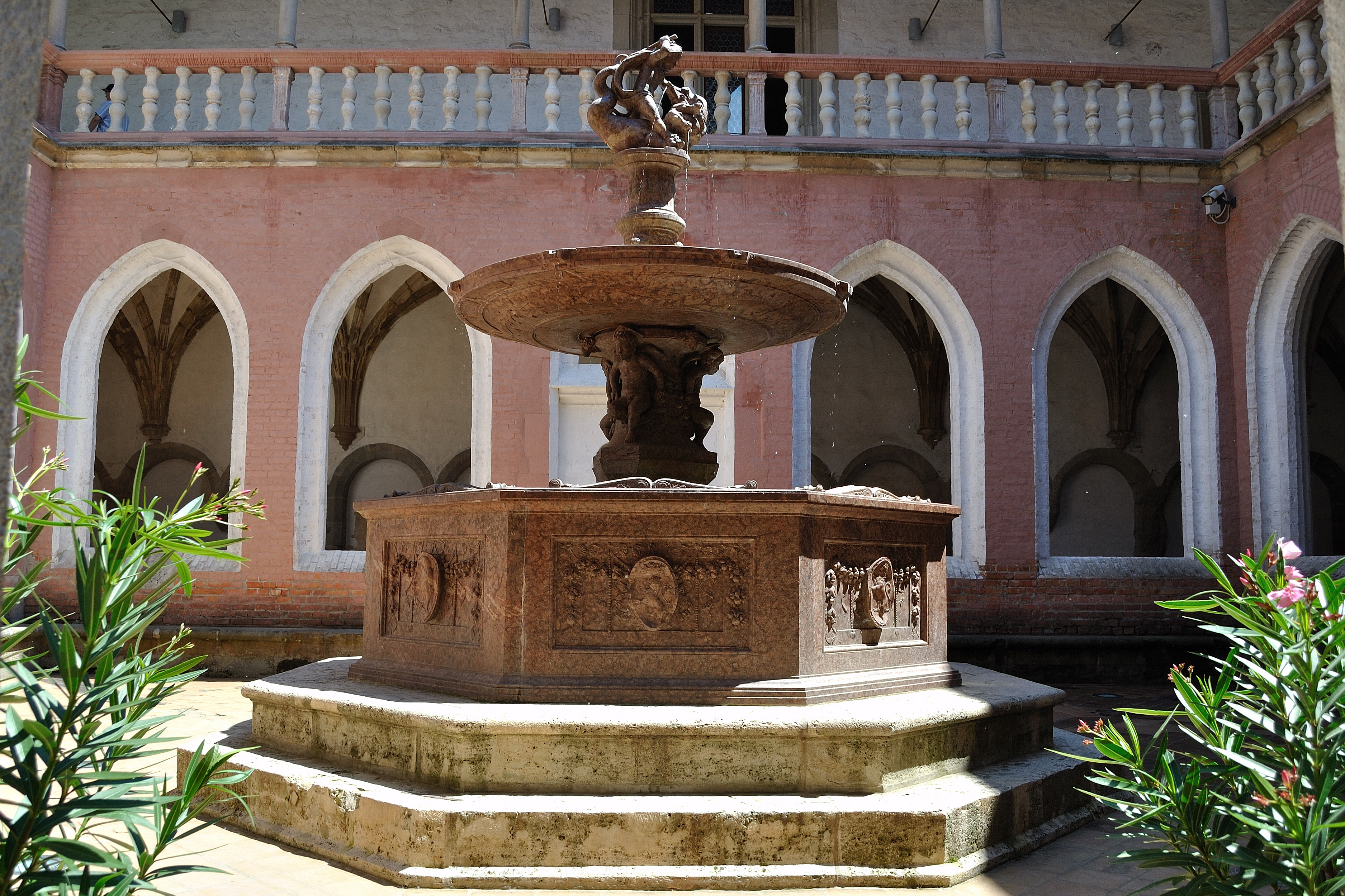
Herkules-Brunnen

- Römisch-katholische Kirche St. Johannes der Täufer; zweite Hälfte des 18. Jhd.; Barock
- Palffy-Palast
- Rathaus
- Thermalbad Strand von Lepence, 1977 eröffnet
- Rekonstruierter Herkules-Brunnen[4]
- Arkaden im Ehrenhof
- Görgey-Haus, Wohnhaus von Artúr Görgey[5]

## Verkehr
Fährverbindung über die Donau ins gegenüberliegende Nagymaros.

## Ethnische Gruppen und Religionen

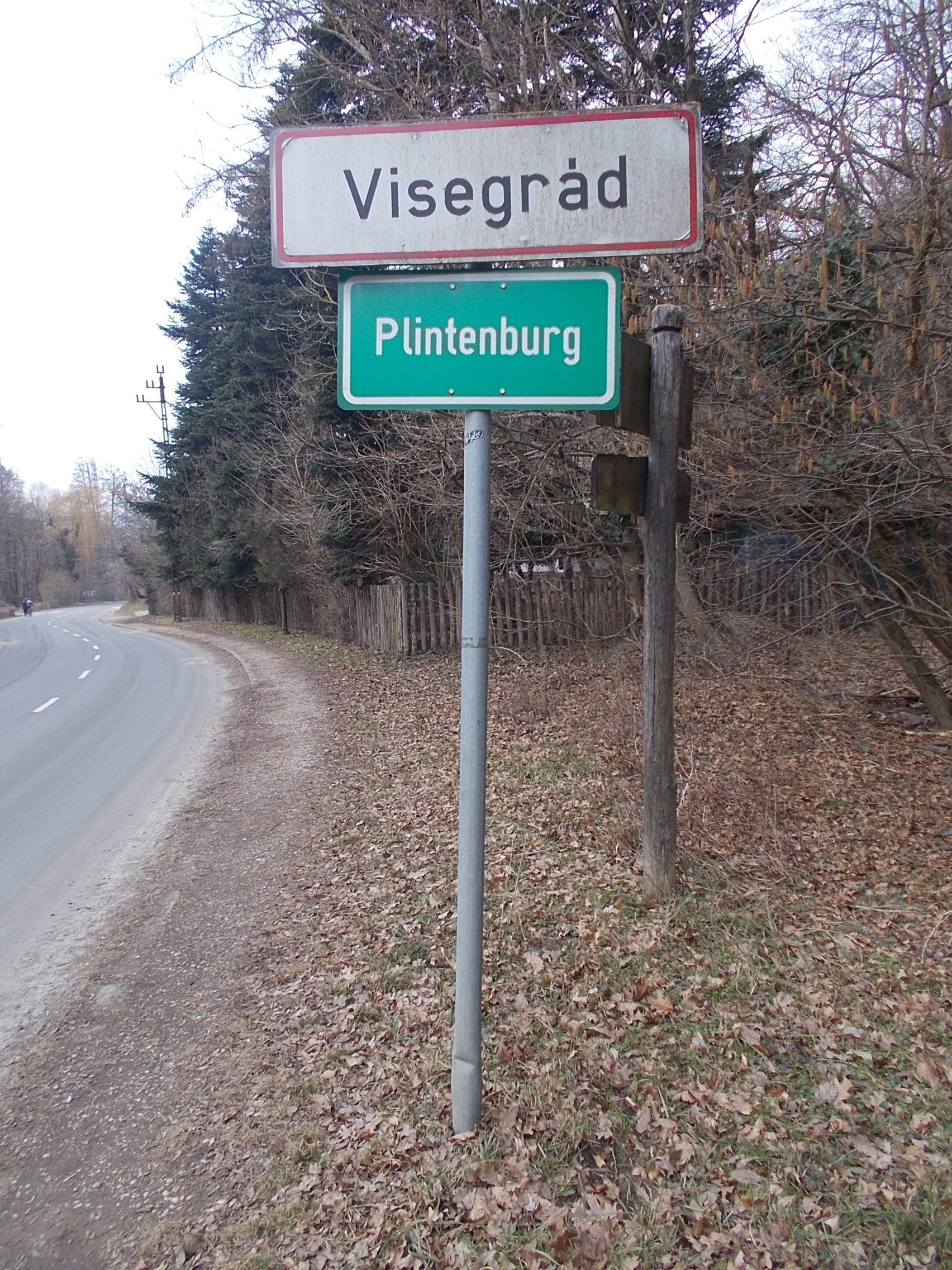
Zweisprachige Ortstafel

In Visegrád/Plintenburg lebt eine bedeutende ungarndeutsche Minderheit. Bei der Volkszählung von 2011 gaben 85,5 % an, ethnische Ungarn zu sein, 14,7 % Ungarndeutsche, 0,7 % Polen, 0,3 % Roma und 0,2 % Slowaken, während 14,3 % nichts angaben (die Zahl über 100 % ergab sich durch Doppelnennungen). Als Konfession gaben 56,1 % römisch-katholisch, 7,5 % reformiert, 0,9 % evangelisch-lutherisch, 0,3 % griechisch-katholisch und 9 % als nicht religiös gebunden an, während hier 25,4 % keine Angabe machten.

## Städtepartnerschaft
Seit 2006 ist die italienische Stadt Lanciano in der Region Abruzzen Partnerstadt von Visegrád.
Bereits 1995 wurde mit Obergünzburg in Bayern eine Gemeindepartnerschaft begründet.

## Töchter und Söhne der Stadt
- Artúr Görgey (1818–1916), ungarischer General
- Attila Zoller (1927–1998), ungarischer Jazzmusiker